# Tadeusz Dymek
Tadeusz Dymek (ur. 14 lutego 1935 w Lipniku, zm. 30 września 2007) – polski działacz samorządowy i partyjny, nauczyciel, w latach 1973–1977 prezydent Rudy Śląskiej, w latach 1977–1978 prezydent Sosnowca.

## Życiorys
Syn Ignacego i Heleny. Ukończył magisterskie studia inżynierskie, z zawodu nauczyciel. W 1954 wstąpił do Polskiej Zjednoczonej Partii Robotniczej, w drugiej połowie lat 50. był członkiem Komitetu Uczelnianego PZPR Wyższej Szkoły Ekonomicznej w Katowicach (Częstochowie). W 1959 został członkiem Komitetu Miejskiego PZPR w Rudzie Śląskiej, należał także do jego plenum i egzekutywy. Pomiędzy 1961 a 1973 w ramach tego komitetu był kolejno sekretarzem ds. propagandy, ekonomicznych i organizacyjnych. W latach 1963–1971 pozostawał zastępcą przewodniczącego Miejskiego Komitetu Frontu Jedności Narodu w Rudzie Śląskiej. W grudniu 1973 objął stanowisko pierwszego w historii prezydenta tego miasta (po przekształceniu w tę funkcję fotela przewodniczącego Miejskiej Rady Narodowej), zajmował je do 1977. Od 15 sierpnia 1977 do 15 listopada 1978 pełnił natomiast funkcję prezydenta Sosnowca.